# 罗德里格·高纳
罗德里格·高纳 （Rodrigo Esteban Gauna Lofiego，1975年11月15日—），是一名秘鲁裔阿根廷职业足球运动员，司职前锋。2001至2003年他曾效力于中国足球甲B联赛球队武汉东湖高科队。

## 俱乐部生涯
罗德里格出道于阿根廷著名球队萨斯菲尔德。职业生涯大多时间在南美阿根廷、秘鲁、哥伦比亚等国联赛球队效力。
罗德里格于2001赛季中期加盟甲B球队武汉红金龙，并在半个赛季中为球队攻入6球。
2002赛季罗德里格续约球队继续征战甲B联赛。第二轮对阵浙江绿城的比赛中攻入制胜一球帮助球队取得赛季首胜。第三轮在同长春亚泰的比赛中梅开二度帮助球队5:1大胜对手。第五轮主场对阵厦门红狮的比赛中攻入一记单刀。。第六轮又在对阵河南建业的比赛中攻入两球。第七轮对阵广州香雪的比赛中攻入一记点球，帮助球队2:1获胜。。但赛季中期因跟腱断裂离开武汉队。
2003年下半年罗德里格重新回到武汉队征战甲B联赛，并在19轮客场对阵广东雄鹰时攻入一球。